# HD 20149
HD 20149，又名BD+30 512，SAO 56285、HR 971，是一颗恒星，视星等为5.52，位于銀經156.23，銀緯-22.85，其B1900.0坐标为赤經3h 9m 14.9s，赤緯+30° -22.85′ 4″。